# 埃德蒙·巴顿
埃德蒙·巴顿爵士，GCMG，KC（英語：Sir Edmund Barton，1849年1月18日—1920年1月7日），澳大利亚政治家和法官，是首任澳大利亚总理（1901-1903），也是澳大利亚最高法院首任法官之一。

## 生平
埃德蒙·巴顿在1849年1月18日生於澳大利亞新南威尔士州悉尼内西區的忌獵（Glebe）。父亲是证券经纪人，母亲是教育家，曾创办一所女子学校。早年在悉尼的堡壘街模范学校（Fort Street Model School；今堡壘街公立學校）读书，后入堡壘街中學、悉尼文法学校和悉尼大学就读，1871年获执业律师资格。
1870年代后期，巴顿进入政界。1876至1877年，他曾作为悉尼大学代表竞选英殖民地新南威尔士立法会委员，但落选。1879年当选后，于1879至1887年、1891至1894年和1899至1900年间先后在立法会中担任不同职务。1887至1891年和1897至1898年在立法会上院任职，此间于1889年任新南威爾斯州律政司。1891至1893年擔任首任澳洲總理。
1891年，巴顿开始领导联邦运动，同年参加了宪法起草委员会的工作。
1893年宪法法案在立法会议通过后，他便在以后4年中积极开展争取公众支持的运动。1897年起，他出任宪法草拟委员会主席。此时，他已成为公认的联邦政府领导人。1900年，他率政治代表团赴伦敦，与英政府就建立澳大利亚联邦问题进行谈判，最终取得英国议会通过联邦宪法，并达成一项协议。
1901年澳大利亚联邦正式成立后，巴顿成为首任总理兼外交部部长。上任后，他领导新政府奉行保护主义政策：颁布了有关加强海关税收和国家防务的法律，力主建立一支强大的海军部队，限制移民，并下令禁止居住在索马里岛、新赫布里底和新几内亚的格纳格人入境从事棉田种植和甘蔗收割的劳动等。为国家的政治和经济发展打下了坚实的基础。
由于巴顿的强硬政策损害了不少本地业主的利益，加之他在职期间对政府各部门疏于管理，因而也导致了一些不满和指责。1903年，他决意退出政府，被任命为澳大利亚高等法院法官。任内对维护联邦各州的独立权利，以及第一次世界大战时联邦为加强防务接管商业的行为起了积极作用。
1920年1月7日在新南威尔士的海德洛巴斯去世，享年70岁。

## 相片集

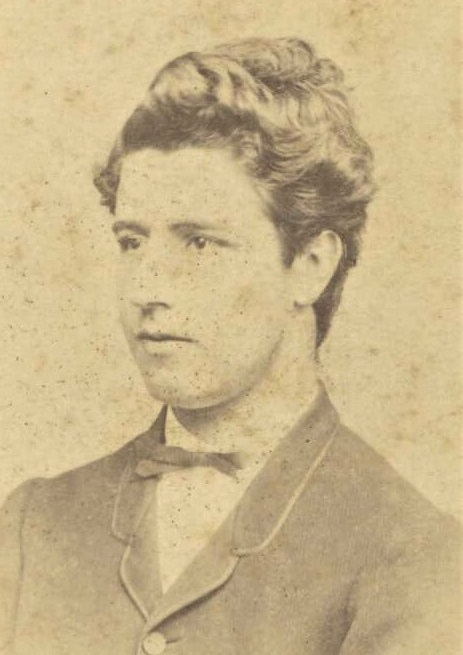
17歲
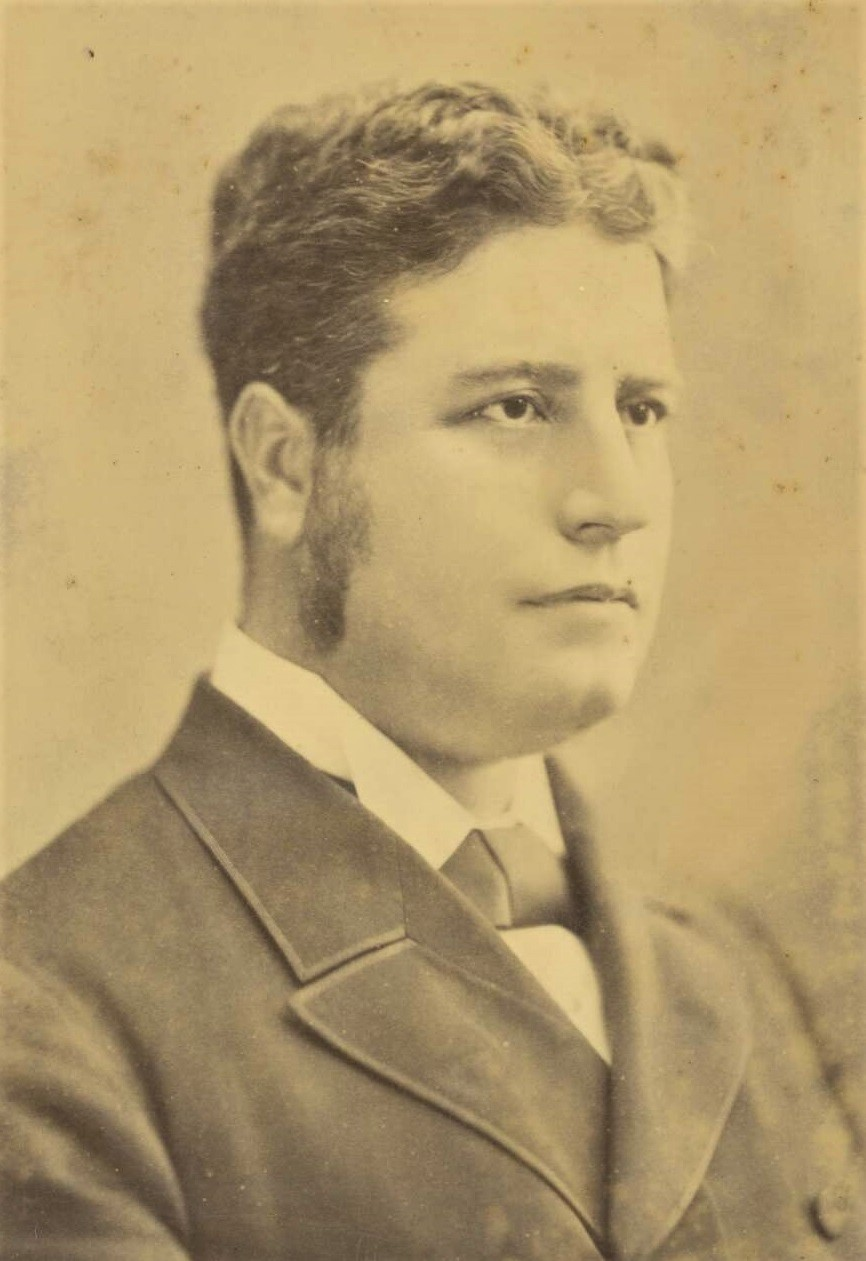
34歲
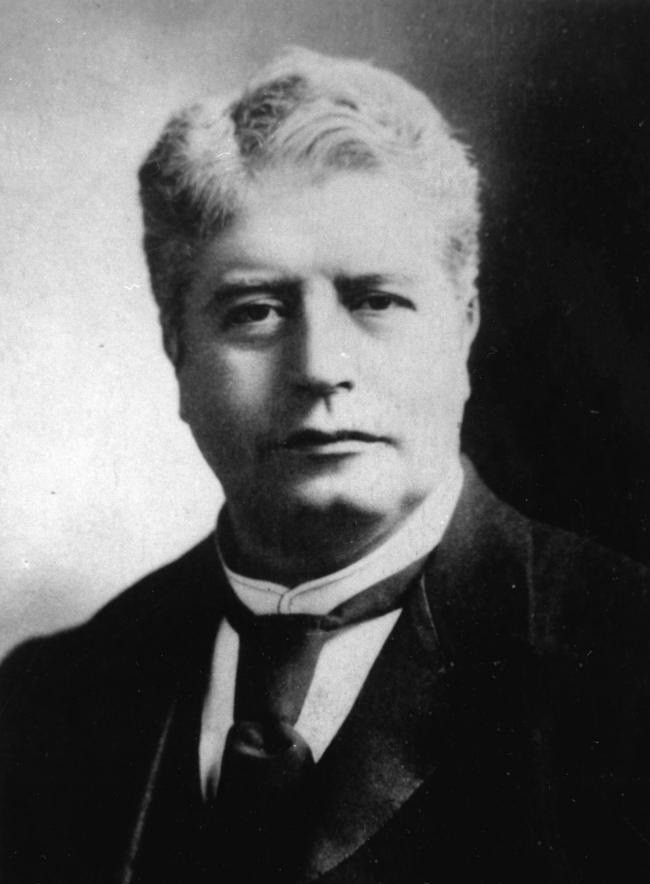
52歲
圖右是下一任澳洲總理艾爾弗雷德·迪金，圖左是巴頓
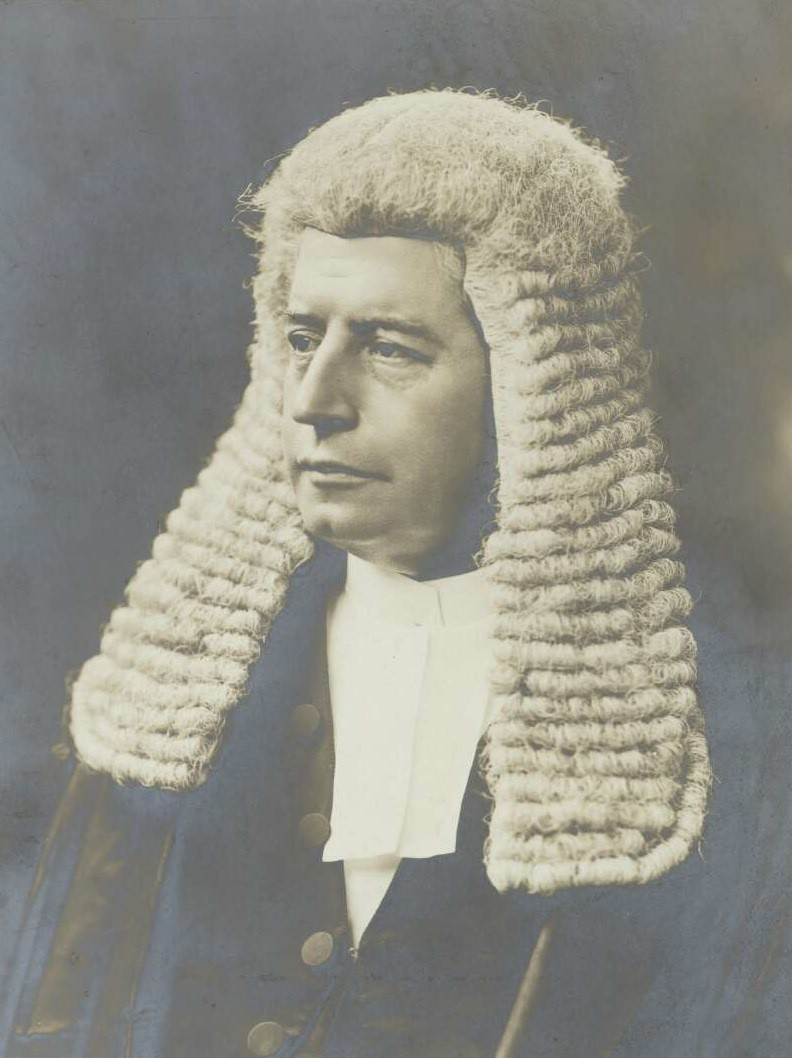
54歲
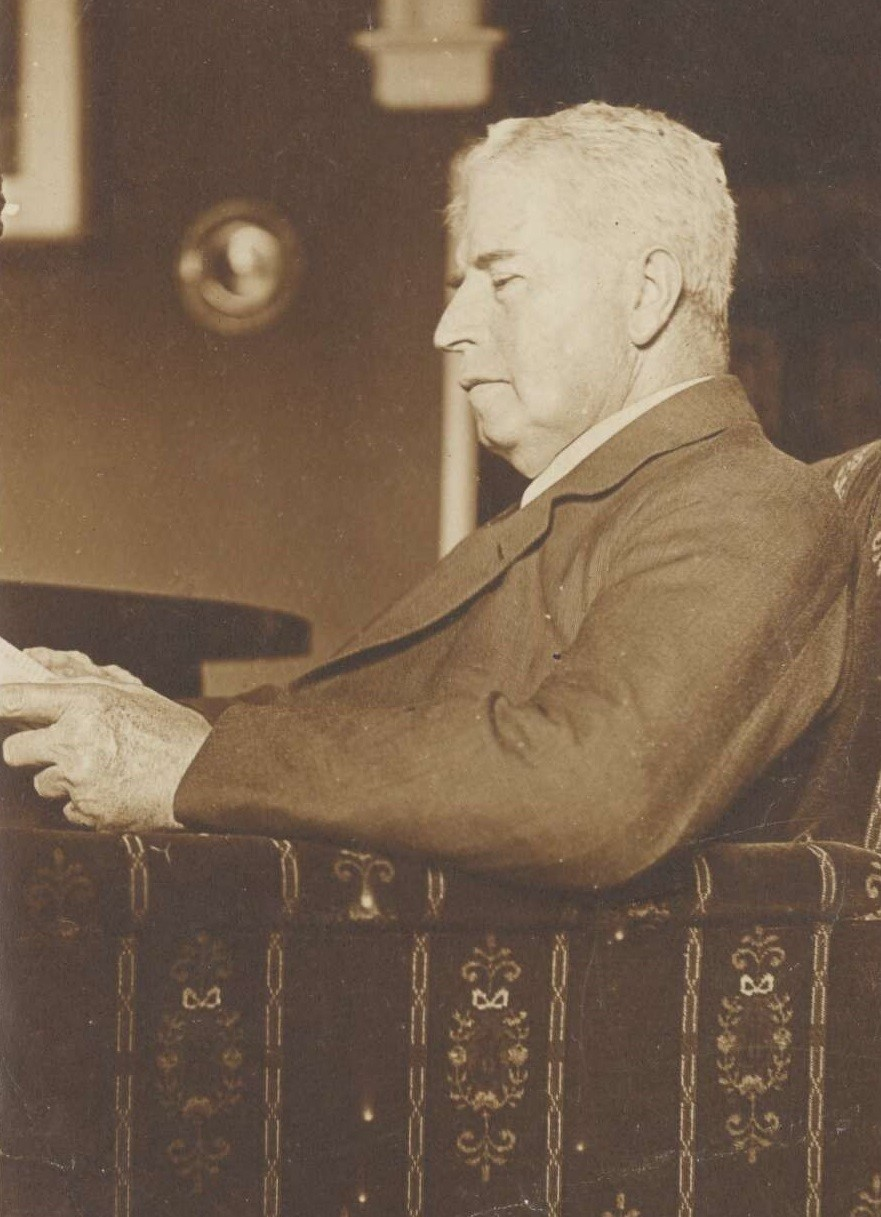
65歲
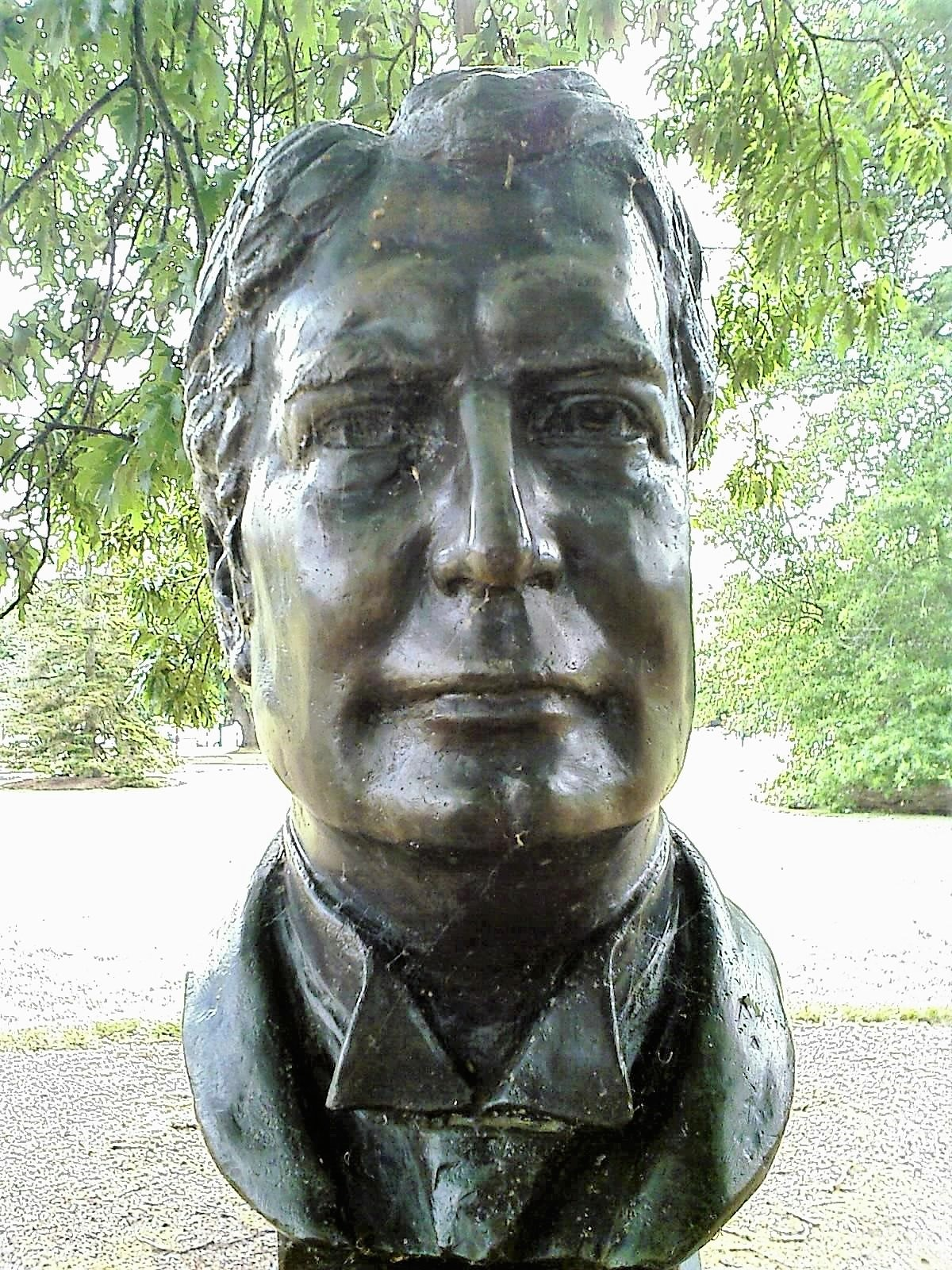
雕像